# إن تي في (روسيا)
إن تي في (بالإنجليزية: NTV)‏ هي محطة تلفزيون، واستوديو أفلام، وشركة إنتاج أفلام روسية، تأسست في 1993، يقع مقرها في موسكو، تم تأسيسها بواسطة Yevgeny Kiselyov ‏، وOleg Dobrodeev ‏، وIgor Malashenko ‏، وفلاديمير جوسينسكي.

## معرض صور